# 递归

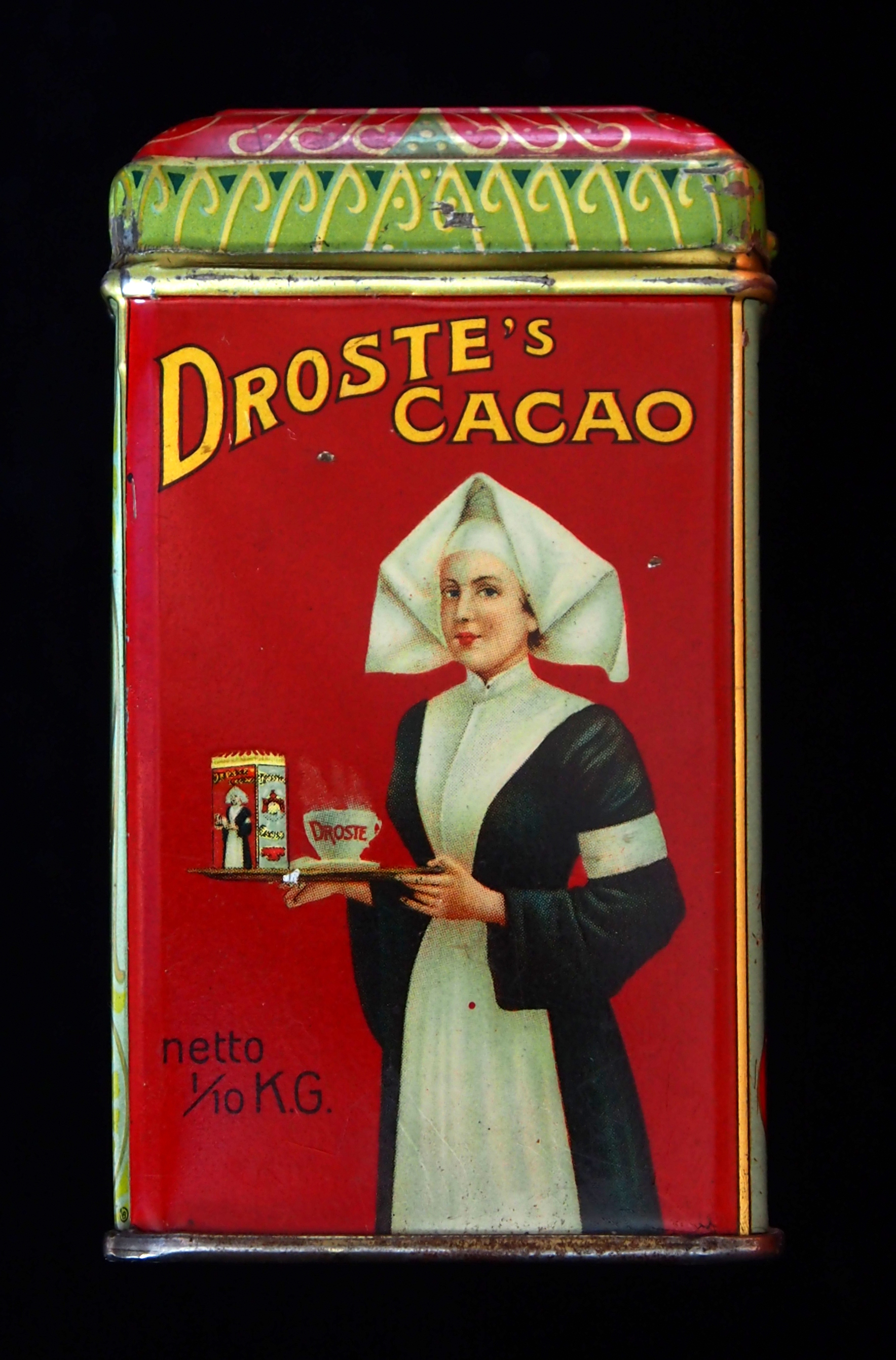
德罗斯特效应是递归的一种视觉形式。图中女性手持的物体中有一幅她本人手持同一物体的小图片，进而小图片中还有更小的一幅她手持同一物体的图片，依此类推。

递归（英語：Recursion），又译为递回，在数学与计算机科学中，是指在函数的定义中使用函数自身的方法。递归一词还较常用于描述以自相似方法重复事物的过程。例如，当两面镜子相互之间近似平行时，镜中嵌套的图像是以无限递归的形式出现的。也可以理解为自我复制的过程。

## 正式定义
在数学和计算机科学中，递归指由一种（或多种）简单的基本情况定义的一类对象或方法，并规定其他所有情况都能被还原为其基本情况。
例如，下列为某人祖先的递归定义：
- 某人的双亲是他的祖先（基本情况）。
- 某人祖先的双亲同样是某人的祖先（递归步骤）。

斐波那契数列是典型的递归案例：
- {\displaystyle F_{0}=0}（初始值）
- {\displaystyle F_{1}=1}（初始值）
- 对所有大於1的整数n：{\displaystyle F_{n}=F_{n-1}+F_{n-2}}（递归定义）

尽管有许多数学函数均可以递归表示，但在实际应用中，递归定义的高开销往往会让人望而却步。例如：
- {\displaystyle 0!=1}（初始值）
- 对所有大於0的整数n：{\displaystyle n!=n\times (n-1)!}（递归定义）

一种便于理解的心理模型，是认为递归定义对对象的定义是按照“先前定义的”同类对象来定义的。例如：你怎样才能移动100个箱子？答案：你首先移动一个箱子，并记下它移动到的位置，然后再去解决较小的问题：你怎样才能移动99个箱子？最终，你的问题将变为怎样移动一个箱子，而这时你已经知道该怎么做的。
如此的定义在数学中十分常见。例如，集合论对自然数的正式定义是：1是一个自然数，每个自然数都有一个后继，这一个后继也是自然数。
以下是另一个可能更有利于理解递归过程的解释：
1. 我们已经完成了吗？如果完成了，返回结果。如果没有这样的终止条件，递归将会永远地继续下去。
2. 如果没有，则简化问题，解决较容易的问题，并将结果组装成原始问题的解决办法。然后返回该解决办法。

这样就有一种更有趣的描述：“为了理解递归，则必须首先理解递归。”或者更准确地，按照安德鲁·普洛特金的解释：“如果你已经知道了什么是递归，只需记住答案。否则，找一个比你更接近侯世达的人；然后让他／她来告诉你什么是递归。”
数学中常见的以递归形式定义的案例参见函数、集合以及分形等。
举例：编写一个程序使用递归求n的阶乘：
Haskell:
```
fac
 
0
 
=
 
1

fac
 
n
 
=
 
n
 
*
 
fac
 
(
n
-
1
)

main
 
=
 
print
(
 
fac
 
10
 
)

```

## 语言中的例子
1. 从前有座山，山里有座庙，庙里有个老和尚，正在给小和尚讲故事呢！故事是什么呢？「从前有座山，山里有座庙，庙里有个老和尚，正在给小和尚讲故事呢！故事是什么呢？『从前有座山，山里有座庙，庙里有个老和尚，正在给小和尚讲故事呢！故事是什么呢？……』」
2. 一只狗来到厨房，偷走一小块面包。厨子举起杓子，把那只狗打死了。于是所有的狗都跑来了，给那只狗掘了一个坟墓，还在墓碑上刻了墓誌銘，让未来的狗可以看到：「一只狗来到厨房，偷走一小块面包。厨子举起杓子，把那只狗打死了。于是所有的狗都跑来了，给那只狗掘了一个坟墓，还在墓碑上刻了墓誌銘，让未来的狗可以看到：『一只狗来到厨房，偷走一小块面包。厨子举起杓子，把那只狗打死了。于是所有的狗都跑来了，给那只狗掘了一个坟墓，还在墓碑上刻了墓誌銘，让未来的狗可以看到……』」
3. 大雄在房裏，用時光電視看着从前的情況。電視畫面中的那個時候，他正在房裏，用時光電視，看着从前的情況。電視畫面中的電視畫面的那個時候，他正在房裏，用時光電視，看着从前的情況……

## 數學之應用

謝爾賓斯基三角形-由封閉遞歸的三角形所形成之碎形

### 遞歸定義集

#### 實例：自然數
關於遞歸定義集的經典範例，可透過自然數來說明：
{\displaystyle 0\in \mathbb {N} }
若{\displaystyle n\in \mathbb {N} }， 則{\displaystyle n+1\in \mathbb {N} }
滿足上述兩個條件之最小集合，即為自然數集合

#### 實例：可導出的命題集合
另一個有趣範例為，公理系統中，所有可導出命題之集合
- 若一個命題為公理，則其為可導出之命題
- 透過推理規則方式，若一個命題可以從可導出之命題所推論，則其為可導出之命題
- 滿足上述條件之最小集合，為可導出之命題之集合

此集合稱為，可導出之命題之集合，因為在數學基礎方法中，依非建立性法構建的命題之集合，可能大於由公理系統及推理規則所遞歸構建出之集合，詳細請參見 哥德爾不完備定理

### 有限次分割法
有限次分割法為幾何形式之遞歸，可用以創建類碎形之圖案。次分割原則的運作如後所述，從多個已被有限個標籤標註的多邊形開始，接著每個多邊形僅根據其標籤，繼續細切到更小的多邊形，此一細切的過程可不斷重複。

### 递归定理
在集合论中，递归定理保证递归定义的函数存在。给定一个集合{\displaystyle X}、{\displaystyle X}的一个元素{\displaystyle a}和一个函数{\displaystyle f:X\to X}，这个定理声称存在一个唯一的函数{\displaystyle F:\mathbb {N} \to X}，这里的{\displaystyle \mathbb {N} }指称包含零的自然数集，它使得对于任何自然数{\displaystyle n}有着：
{\displaystyle F(0)=a}
{\displaystyle F(n+1)=f(F(n))}
戴德金首次提出了通过递归在{\displaystyle \mathbb {N} }上定义集合论函数的唯一性问题，并在1888年文章《数是什么且有何用？》中进行了梗概论述。

#### 唯一性证明
选取两个函数{\displaystyle F:\mathbb {N} \to X}和{\displaystyle G:\mathbb {N} \to X}使得：
{\displaystyle F(0)=a}
{\displaystyle G(0)=a}
{\displaystyle F(n+1)=f(F(n))}
{\displaystyle G(n+1)=f(G(n))}
这里的{\displaystyle a}是{\displaystyle X}的一个元素。
可以通过数学归纳法证明对于所有自然数{\displaystyle n}有着{\displaystyle F(n)=G(n)}：
基础情况：{\displaystyle F(0)=a=G(0)}，所以等式对于{\displaystyle n=0}成立。
归纳步骤：假定对于某个{\displaystyle k\in \mathbb {N} }有着{\displaystyle F(k)=G(k)}，那么{\displaystyle F(k+1)=f(F(k))=f(G(k))=G(k+1)}。
因此{\displaystyle F(k)=G(k)}蕴涵了{\displaystyle F(k+1)=G(k+1)}。
通过归纳，对于所有{\displaystyle n\in \mathbb {N} }有着{\displaystyle F(n)=G(n)}。

### 脚注
1. ↑  原文：“If you already know what recursion is, just remember the answer. Otherwise, find someone who is standing closer to Douglas Hofstadter than you are; then ask him or her what recursion is.”
2. ↑  A. Kanamori, "In Praise of Replacement", pp.50--52. Bulletin of Symbolic Logic, vol. 18, no. 1 (2012). Accessed 21 August 2023.

### 书目
- Johnsonbaugh, Richard. . Prentice Hall. 2004. ISBN 0-13-117686-2.
- Hofstadter, Douglas. . Basic Books. 1999. ISBN 0-465-02656-7.
- Shoenfield, Joseph R. . A K Peters Ltd. 2000. ISBN 1-56881-149-7.
- Causey, Robert L. . Jones & Bartlett. 2001. ISBN 0-7637-1695-2.
- Cori, Rene; Lascar, Daniel; Pelletier, Donald H. . Oxford University Press. 2001. ISBN 0-19-850050-5.
- Barwise, Jon; Moss, Lawrence S. . Stanford Univ Center for the Study of Language and Information. 1996. ISBN 0-19-850050-5.  - offers a treatment of corecursion.
- Rosen, Kenneth H. . McGraw-Hill College. 2002. ISBN 0-07-293033-0.
- Cormen, Thomas H., Charles E. Leiserson, Ronald L. Rivest, Clifford Stein. . Mit Pr. 2001. ISBN 0-262-03293-7.
- Kernighan, B.; Ritchie, D. . Prentice Hall. 1988. ISBN 0-13-110362-8.
- Stokey, Nancy,; Robert Lucas; Edward Prescott. . Harvard University Press. 1989. ISBN 0674750969.